# Ameiurus platycephalus
Ameiurus platycephalus är en fiskart som först beskrevs av Girard, 1859.  Ameiurus platycephalus ingår i släktet Ameiurus och familjen Ictaluridae. Inga underarter finns listade i Catalogue of Life.